# Nyctiophylax anoana
Nyctiophylax anoana är en nattsländeart som beskrevs av Malicky 1994. Nyctiophylax anoana ingår i släktet Nyctiophylax och familjen fångstnätnattsländor. Inga underarter finns listade i Catalogue of Life.